# Трабзон (провінція)
Трабзо́н (тур. Trabzon) — провінція в Туреччині, розташована в Чорноморському регіоні. Столиця — місто Трабзон.
| Туреччина | Це незавершена стаття з географії Туреччини. Ви можете допомогти проєкту, виправивши або дописавши її. |